# Myung Jae Nam

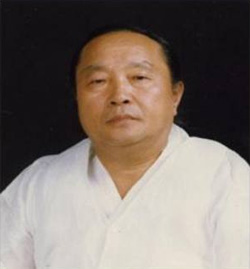
Myung Jae Nam

Myung Jae Nam (1938 - 3 de agosto de 1999) foi um Coreano que praticou hapkido e que fundou duas outras importantes artes marciais coreanas: o hankido e o hankumdo. 

## Vida
Myung Jae Nam Nasceu em Jeollanam-do mas viveu boa parte da sua vida na província de Incheon.
Ele começou a a treinar artes marciais em 1948, treinando hapkido com Ji Han Jae no Joong Bu Si Jang em 1958 ou 1959.  Junto com Myung naquela mesma época momento também treinavam Bong Soo Han e Choi Sea Oh.  
Em janeiro de 1972, ele mudou o nome do seu grupo para "Han Kuk Hapki Hwe", e mudou sua sede de Incheon para Bukchang-Dong, Chung-Ku, em Seul, Coréia. Em outubro 1973, ainda mantendo a sua própria organização, ele ajudou o formando o "Dae Han Min Kuk Hapkido Hyop Hwe" (Associação de Hapkido da República da Coréia ) e foi designado o diretor executivo permanecendo com aquela organização até 1980.   
Em agosto de 1974, ele mudou o nome da própria organização novamente, desta vez para "Kuk Jae Yong Meng Hapki Hwe" que é conhecida em Português como a Federação Internacional de Hapkido (IHF).  No mesmo ano ele também co-fundou a Associação Coreana de Hapkido.

## Realizações
Myung Jae Nam trocou técnicas de arte marciais e informações com um Estilista de aikido conhecido por Hirata em 1965, por um período de cerca de quatro anos. Em 1969, Myung afastou-se da Associação Coreana de Hapkido (Dae Han Hapkido Hyub Hwe) e formou seu próprio grupo chamado de "Han Kuk Hapki Sool Hwe". Ele se considerou associado com o Aikikai no Japão e nos certificados dele daquela época, tinham até mesmo o nome do fundador do aikido Morihei Ueshiba 's no topo.  
Myung era o representante coreano do Aikikai e incluiu muitas das técnicas parecidas com as do aikido na sua versão pessoal de hapkido. Ele produziu muitos livros e vídeos.  
No anos 1980 Myung Jae Nam começou a trabalhar no desenvolvimento da sua própria arte marcial a qual foi chamada hankido (한기도). Ele quis desenvolver uma arte marcial que refletia o pensamento do povo coreano e que fosse simples e fácil aprender.  
A base do Hankido consiste em só doze técnicas básicas.  Myung Jae Nam disse uma vez que é melhor que se pratique uma técnica mil vezes em vez de praticar mil técnicas diferentes uma só vez.   
Nos anos seguintes  aos primeiros Jogos de Hapkido, ele viajou ao redor do mundo para promover o estilo sem igual dele e a sua própria organização, a Federação Internacional de Hapkido.  Esta organização tem sua sede dentro Yong-In, Coréia, e inclui bem mais de um milhão de sócios mundial em sessenta países.  
Ele também desenvolvimento uma arte de espada chamada Hankumdo (한검도) o qual dá ao estilista estrangeiro uma chance para aprender o alfabeto coreano, hangul.

## Morte
Em 3 de agosto de 1999, Myung Jae Nam faleceu em Yong-In, Coréia de Câncer estomacal. Seu filho Myung Sung Kwang, é agora o 2º Líder da International H·K·D Federation (Federação Internacional de Hapkido-Hankido-Hankumdo - IHF) - Jae Nam Musul Won.
Myung Jae Nam, ainda hoje, é considerado um dos maiores artistas marciais que já nasceu na Coréia.